# Tuchów
Tuchów là một thị trấn thuộc huyện Tarnowski, tỉnh Małopolskie ở nam Ba Lan. Thị trấn có diện tích 18 km². Đến ngày 1 tháng 1 năm 2011, dân số của thị trấn là 6607 người và mật độ 365 người/km².